# Яани, Кристиан
Кристиан Яани (эст. Kristian Jaani; род. 11 декабря 1976, Таллин, Эстонская ССР, СССР) — эстонский политический и государственный деятель, бывший полицейский. В прошлом — министр внутренних дел Эстонии (2021—2022), выдвинутый Центристской партией Эстонии.

## Биография
Родился 11 декабря 1976 года в Таллине. В 1999 году окончил Академию МВД Эстонии по специальности полиция, в 2014 — по специальности внутренняя безопасность.
Свою трудовую деятельность начал в Департаменте полиции, в 1997 году. В 2002 году руководил отделом в Департаменте полиции. С 2003 по 2007 — руководитель отделения в Департаменте полиции. С 2007 по 2013 год руководил бюро в Департаменте полиции и погранохраны. После работы на руководящей должности был назначен префектом в Департаменте полиции и погранохраны.
26 января 2021 года был назначен министром внутренних дел Эстонии в правительстве Каи Каллас. 3 июня 2022 года освобождён от должности.

## Награды
- Орден Орлиного креста IV степени[6].

## Личная жизнь
Женат, имеет двоих детей.